# Oreopanax simplicifolius
Oreopanax simplicifolius là một loài thực vật có hoa trong Họ Cuồng cuồng. Loài này được Schröt. mô tả khoa học đầu tiên năm 1931.